# Алгоритм Ремеза
Алгоритм Ремеза (также алгоритм замены Ремеза) — это итеративный алгоритм равномерного аппроксимирования функций f ∊ C[a,b], основанный на теореме П. Л. Чебышёва об альтернансе. Предложен Е. Я. Ремезом в 1934 году.
Алгоритм Ремеза применяется при проектировании КИХ-фильтров.

## Математические основания

### Теорема Чебышёва
Теоретической основой алгоритма Ремеза является следующая теорема.

Для того, чтобы некоторый многочлен {\displaystyle P^{*}(x)} степени не выше {\displaystyle n} был многочленом, наименее уклоняющимся от {\displaystyle f\in C[a,b]}, необходимо и достаточно, чтобы на {\displaystyle [a,b]} нашлась по крайней мере одна система из {\displaystyle n+2} точек {\displaystyle \{x_{i}\},} {\displaystyle a\leq x_{0}<x_{1}<\dots <x_{n+1}\leq b,} в которых разность {\displaystyle f(x)-P^{*}(x)}:
1. поочерёдно принимает значения разных знаков,
2. достигает по модулю наибольшего на {\displaystyle [a,\ b]} значения.

Такая система точек называется чебышёвским альтернансом.

П. Л. Чебышёв, 1854

### Теорема Валле-Пуссена
Пусть En — величина наилучшего приближения функции f(x) многочленами степени n. Оценку En снизу даёт следующая теорема:

Если для функции f ∊ C[a,b] некоторый многочлен P(x) степени n обладает тем свойством, что разность f(x) - P(x) на некоторой системе из n + 2 упорядоченных точек xi принимает значения с чередующимися знаками, то
{\displaystyle E_{n}(f)\geq \min |f(x_{i})-P(x_{i})|.}

Ш.-Ж. Валле-Пуссен, 1919

## Алгоритм
Рассмотрим систему {\displaystyle n+1} функций {\displaystyle \mathbf {\varPhi } =\{\varphi _{0},\dots ,\varphi _{n}\}}, последовательность {\displaystyle n+2} точек {\displaystyle X=\{x_{i}\},} {\displaystyle a\leq x_{0}<x_{1}<\dots <x_{n+1}\leq b,} и будем искать аппроксимирующий многочлен 
{\displaystyle P_{X}=\sum _{0}^{n}a_{j}\varphi _{j}}.
1. Решаем систему линейных уравнений относительно {\displaystyle a_{j}} и {\displaystyle d}: 
 {\displaystyle \sum _{j=0}^{n}a_{j}\varphi _{j}(x_{i})+(-1)^{i}d=f(x_{i}),\quad i=0,1,\ldots ,n.}
2. Находим точку {\displaystyle \xi } такую, что {\displaystyle D=f(\xi )-P(\xi )=\max }.
3. Заменяем в X одну из точек на ξ таким образом, чтобы знак f — P чередовался в точках новой последовательности. На практике следят только за тем, чтобы точки xi были упорядочены на каждой итерации[5].
4. Повторяем все шаги с начала до тех пор, пока не будет |d| = D.

На втором шаге мы можем искать не одну точку ξ, а множество Ξ точек, в которых достигаются локальные максимумы |f — P|. Если все ошибки в точках множества Ξ одинаковы по модулю и чередуются по знаку, то P — минимаксный многочлен. Иначе заменяем точки из X на точки из Ξ и повторяем процедуру заново.

### Выбор начальных точек
В качестве начальной последовательности X можно выбирать точки, равномерно распределённые на [a,b]. Целесообразно также брать точки:
{\displaystyle x_{i}={\frac {a+b}{2}}+{\frac {b-a}{2}}\cos \left({\frac {\pi i}{n+1}}\right),\quad i=0,\ldots ,n+1.}

### Модификация
Если аппроксимирующая функция ищется в виде многочлена, то вместо решения системы на первом шаге алгоритма, можно воспользоваться следующим методом:
1. Находим многочлен q(x) степени n+1 такой, что q(xi) = f(xi) (задача интерполяции).
2. Находим также многочлен q*(x) степени n+1 такой, что q*(xi) = (-1)i.
3. Выбирая d так, чтобы многочлен P(x) ≡ q(x) — d q*(x) имел степень n, получаем P(xi) + (-1)id = f(xi).

Дальше повторяются шаги по основной схеме.

### Условие остановки
Так как по теореме Валле-Пуссена |d| ≤ En(f) ≤ D, то условием остановки алгоритма может быть D — |d| ≤ ε для некоторого наперёд заданного ε.

## Сходимость
Алгоритм Ремеза сходится со скоростью геометрической прогрессии в следующем смысле:

Для любой функции f ∊ C[a,b] найдутся числа A > 0 и 0 < q < 1 такие, что максимальные уклонения от функции f(x) полиномов {\displaystyle P_{n}^{(k)}(x)}, построенных по этому алгоритму, будут удовлетворять неравенствам
{\displaystyle \max |f(x)-P_{n}^{(k)}(x)|-E_{n}(f)\leq Aq^{k},\quad k=1,2,\ldots ,}
где En(f) — величина наилучшего приближения на [a,b] функции f(x) при помощи полиномов Pn(x).

Е. Я. Ремез, 1957

## Пример
f(x) = ex, n = 1, P(x) = a x+b.
| X1    | −1    | 0     | 1     |
| f(xi) | 0.368 | 1.000 | 2.718 |

| X2    | −1    | 0.16  | 1     |
| f(xi) | 0.368 | 1.174 | 2.718 |

Так как в пределах данной точности получили ту же самую точку, то найденный многочлен следует рассматривать как наилучшее приближение первой степени функции ex.